# Ruza (město)
Ruza (rusky Ру́за) je město v Moskevské oblasti v Ruské federaci. Při sčítání lidu v roce 2010 měla přes třináct tisíc obyvatel.

## Poloha a doprava
Ruza leží na řece Ruze, přítoku Moskvy v povodí Oky. Od města Moskvy, hlavního města celé Ruské federace, je vzdálena přibližně 110 kilometrů západně.
Nejbližší železniční stanice je dvaadvacet kilometrů jihovýchodně v sídle městského typu Tučkovo na trati z Moskvy do Smolenska. Jižně od města leží malé sportovní letiště Vatulino.

## Dějiny
Ruza je doložena od 14. století a původně patřila pod zvenigorodské knížectví.  Od začátku 16. století náležela Moskevskému velkoknížectví a byla opevněna coby jeden z jeho opěrných bodů. V roce 1618 byla obléhána vojsky Polsko-litevské unie.
Za druhé světové války byla krátkodobě obsazena německou armádou v rámci bitvy před Moskvou.

### Rodáci
- Viktor Eduardovič Minibajev (* 1991), skokan do vody